# フェニックス・サンズのチーム記録
フェニックス・サンズチーム記録はNBAのフェニックス・サンズのチーム記録である。
現役選手の記録も取り上げる。各部門のランク中、太字の（現役）は現在このチームに在籍していることを表す。
- 各部門のランク内では2024-2025シーズンまでの記録を反映している。

- 連勝=17(2006-07)

## 通算得点
1. 16,452　デビン・ブッカー（現役）
2. 15,666　ウォルター・デイビス
3. 13,910　アルヴァン・アダムス
4. 12,747　ケビン・ジョンソン
5. 12,134　ショーン・マリオン
6. 12,060　ディック・ヴァン・アースデール
7. 11,035　アマレ・スタウダマイアー
8. 10,712　スティーブ・ナッシュ
9. 9,564　ポール・ウェストファル
10. 8,430　ラリー・ナンス

## 通算リバウンド
1. 6,937　アルヴァン・アダムス
2. 6,616　ショーン・マリオン
3. 4,613　アマレ・スタウダマイアー
4. 3,791　ラリー・ナンス
5. 3,637　ニール・ウォーク
6. 3,241　マーク・ウエスト
7. 3,232　チャールズ・バークレー
8. 3,152　ディアンドレ・エイトン（現役）
9. 2,886　ポール・サイラス
10. 2,823　ダン・マーリー

## 通算アシスト
1. 6,997　スティーブ・ナッシュ
2. 6,518　ケビン・ジョンソン
3. 4,012　アルヴァン・アダムス
4. 3,522　デビン・ブッカー（現役）
5. 3,340　ウォルター・デイビス
6. 3,011　ジェイソン・キッド
7. 2,523　ジェフ・ホーナセック
8. 2,429　ポール・ウェストファル
9. 2,396　ディック・ヴァン・アースデール
10. 1,862　ジェイ・ハンフリーズ

## 通算ブロック(73-74シーズンから)
1. 940　ラリー・ナンス
2. 897　マーク・ウエスト
3. 894　ショーン・マリオン
4. 808　アルヴァン・アダムス
5. 722　アマレ・スタウダマイアー
6. 509　アンドリュー・ラング
7. 371　アルヴィン・スコット
8. 344　アレックス・レン（現役）
9. 336　オリバー・ミラー
10. 303　ガー・ハード

## 通算スティール(73-74シーズンから)
1. 1,289　アルヴァン・アダムス
2. 1,245　ショーン・マリオン
3. 1,040　ウォルター・デイビス
4. 1,022　ケビン・ジョンソン
5. 811　ダン・マーリー
6. 753　ポール・ウェストファル
7. 692　ジェフ・ホーナセック
8. 655　ジェイソン・キッド
9. 577　デビン・ブッカー（現役）
10. 516　ラリー・ナンス

## 出場試合
1. 988　アルヴァン・アダムス
2. 766　ウォルター・デイビス
3. 744　スティーブ・ナッシュ
4. 685　ディック・ヴァン・アースデール
5. 683　ケビン・ジョンソン
6. 673　デビン・ブッカー（現役）
7. 660　ショーン・マリオン
8. 627　アルヴィン・スコット
9. 595　ダン・マーリー
10. 553　リアンドロ・バルボサ

## 3ポイントシュート（NBAでは79-80より公式記録）成功
1. 1,424　デビン・ブッカー（現役）
2. 1,051　スティーブ・ナッシュ
3. 800　ダン・マーリー
4. 751　リアンドロ・バルボサ
5. 652　ショーン・マリオン
6. 622　ラジャ・ベル
7. 594　チャニング・フライ
8. 543　ジャレッド・ダドリー
9. 525　ミカル・ブリッジズ（現役）
10. 434　キャメロン・ジョンソン（現役）

## フリースロー成功
1. 3,851　ケビン・ジョンソン
2. 3,530　デビン・ブッカー（現役）
3. 3,404　ディック・ヴァン・アースデール
4. 3,044　アマレ・スタウダマイアー
5. 2,557　ウォルター・デイビス
6. 2,490　アルヴァン・アダムス
7. 1,961　ポール・ウェストファル
8. 1,944　トム・チェンバース
9. 1,830　コニー・ホーキンス
10. 1,789　スティーブ・ナッシュ

## 50得点以上
70得点
- デビン・ブッカー（vs BOS / 2017年3月24日）

62得点
- デビン・ブッカー（vs IND / 2024年1月26日）

60得点
- トム・チェンバース（vs SEA / 1990年3月24日）

59得点
- デビン・ブッカー（vs UTA / 2019年3月25日）

58得点
- デビン・ブッカー（vs NOP / 2022年12月17日）

56得点
- トム・チェンバース（vs GSW / 1990年2月18日）
- チャールズ・バークレー（vs GSW / 1994年5月4日）（プレーオフ）

53得点
- トニー・デルク（vs SAC / 2001年1月2日）

52得点
- デビン・ブッカー（vs NOP / 2024年1月19日）
- デビン・ブッカー（vs NOP / 2024年4月1日）

51得点
- デビン・ブッカー（vs CHI / 2022年11月30日）

50得点
- クリフォード・ロビンソン（vs DEN / 2000年1月16日）
- アマレ・スタウダマイアー（vs POR / 2005年1月2日）
- デビン・ブッカー（vs WAS / 2019年3月27日）

## その他
- シーズン最多平均スタッツ
  - 得点：27.2　トム・チェンバース（1989-90シーズン）
  - リバウンド：12.5　ポール・サイラス（1970-71シーズン）
  - アシスト：12.2　ケビン・ジョンソン（1988-89シーズン）
  - スティール：2.7　ロン・リー（1977-78シーズン）
  - ブロック：2.6　ラリー・ナンス（1982-83シーズン）
- シーズン最多通算スタッツ
  - 得点：2,201　トム・チェンバース（1989-90シーズン）
  - リバウンド：1,015　ポール・サイラス（1970-71シーズン）
  - アシスト：991　ケビン・ジョンソン（1988-89シーズン）
  - スティール：225　ロン・リー（1977-78シーズン）
  - ブロック：217　ラリー・ナンス（1982-83シーズン）
- 新人最多平均スタッツ
  - 得点：24.2　ウォルター・デイビス（1977-78シーズン）
  - リバウンド：9.1　アルヴァン・アダムス（1975-76シーズン）
  - アシスト：5.6　アルヴァン・アダムス（1975-76シーズン）
- トリプル・ダブル達成回数（1979-80シーズンより公式記録）
  - 25回：ジェイソン・キッド
  - 13回：ケビン・ジョンソン
  - 12回：アルヴァン・アダムス

## 主なアメリカ国籍以外の選手
- スティーブ・ナッシュ（カナダ）
- ジェイク・サカリディス（ジョージア）
- マルコ・ミリッチ（スロベニア）
- リアンドロ・バルボサ（ブラジル）
- 田臥勇太（日本）(大量得点差でリードしたため、開幕戦で初出場7得点をあげたが、ガードの層の厚さもあり1ヶ月ほどで解雇された。）
- ボリス・ディアウ（フランス）
- ゴラン・ドラギッチ（スロベニア）
- マルチン・ゴルタット（ポーランド）
- ルイス・スコラ（アルゼンチン）
- アレックス・レン（ウクライナ）
- ミーザ・テレトヴィッチ（ボスニア・ヘルツェゴビナ）
- ドラガン・ベンダー（クロアチア）
- ディアンドレ・エイトン（バハマ）
- リッキー・ルビオ（スペイン）
- ダリオ・サリッチ（クロアチア）
- ジョシュ・オコーギー（ナイジェリア）
- ビスマック・ビヨンボ（コンゴ民主共和国）
- ジョック・ランデール（オーストラリア）
- デュアン・ワシントン・ジュニア（ドイツ）
- チメジー・メトゥ（ナイジェリア）
- 渡邊雄太（日本）
- ユスフ・ヌルキッチ（ボスニア・ヘルツェゴビナ）
- ウドカ・アズブキ（ナイジェリア）
- テオ・マレドン（フランス）
- ボル・ボル（スーダン）
- ニック・リチャーズ（ジャマイカ）
- バシリエ・ミチッチ（セルビア）